# A kényelmetlen lemez
A kényelmetlen lemez egy 2008-as Isten Háta Mögött stúdiólemez. A dupla kiadvány első lemeze új számokat, második pedig korábbi demo kiadványokon megjelent számok újrafelvételeit tartalmazza. Az albumon szereplő Aláírhatatlan történelem az azonos című Vágtázó Halottkémek szám feldolgozása. A felvételeket az érdi Bakery (mai Supersize Recording) stúdióban rögzítették.

## Az album dalai
A-lemez
1. Tipikus árvajelleg
2. Megbántani egy szabót
3. Eszem éjjel és baglyot
4. Három
5. És
6. Robot feláll a
7. Berepülés
8. Aláírhatatlan történelem
9. Közelítő távolító kettő
10. Jósolni bélből
11. Itt valami megült

B-lemez
1. Változzunk késekké
2. Páros lábbal fejbe
3. Lélektelenné-tétel
4. Istenszabású
5. Élettér-elmélet
6. Távirányító
7. Az orionaranyadért

## Közreműködők
- Pálinkás Tamás - ének, gitár
- Bokros Csaba - gitár, billentyű
- Egyedi Péter - basszusgitár
- Hortobágyi László - dob, billentyű
- Vincze Ádám - gitárszóló az "És"-ben